# シスール・マジョール/シスル・ナグシア
シスール・マジョール（スペイン語: Zizur Mayor）またはシスル・ナグシア（バスク語: Zizur Nagusia）は、スペイン・ナバーラ州のムニシピオ（基礎自治体）。両言語名が優劣の差なく公式名であり、スペイン内務省などは二言語名の間にスラッシュを挟んだ「Zizur Mayor/Zizur Nagusia」（シスール・マジョール/シスル・ナグシア）という表記を用いる。ナバーラ州の州都パンプローナからの距離は5kmであり、パンプローナ都市圏に含まれる。1992年11月6日、シスールから独立してシスール・マジョールという自治体が設立された。

## 名称
CizurまたはZizur（発音はいずれもシスール）という名称の語源は、バスク語で「峡谷」「狭い通路」「狭い峠道」を意味するzintzur（またはtxintxur）であるとされる。過去にはCizurとZizurという二つの綴り方が共存してきた。この町の名称が初めて登場するのはCicurと書かれた1087年の文献である。スペイン国立統計局(INE)によると、1850年から1920年には公的にZizurと書かれた。その後の国勢調査ではCizurという表記も用いられている。1960年に制定された現代バスク語ではZizurという表記が採用されている。
1992年9月2日の地域令第276号でシスール・マジョールはシスールから分離されて独立した基礎自治体となった。この際、Zizur Mayor（シスール・マジョール）というスペイン語名とZizur Nagusia（シスル・ナグシア）というバスク語名を優劣の差なく公式名とする決定を下した。新自治体の住民は非バスク語話者が支配的であったため、バスク語名も公用語とする決定はいくらかの議論を呼んだ。住民の呼称は男女問わず、またスペイン語とバスク語を問わずzizurtarra（シスルタラ）である。

## 地理

パンプローナ都市圏におけるシスール・マジョール

シスール・マジョールはパンプローナ盆地に位置しており、標高は約470mである。ナバーラ州の州都パンプローナの南西約5.6kmにある。パンプローナの他には、バラニャイン、センデア・デ・オルサ、センデア・デ・ガラール、シスールと境界を接している。アルガ川の支流であるエロルス川が流れており、この河川は7,000万m2の水量を持つ。

### 気候

パンプローナ盆地の気候

シスール・マジョールは暑く湿度の高い西岸海洋性気候と乾燥して温暖な地中海性気候の遷移地帯に位置しており、気温が海の影響を受けずに両極端となる典型的な大陸性気候の特徴も有している。このため、副次的な地中海性気候と定義することができる。年平均気温は摂氏約12度である。冬季はとても寒く、夏季は暑いが極端な温度には達しない。年平均降水量は約1,000mmである。
パンプローナ空港の観測所では、1975年から2000年の年平均気温は摂氏12.5度であり、年平均降水量は721mmだった。晴天日は年間58日間であり、降霜日は年間42日間であり、年日照量は2201.9時間だった。
| パンプローナの気候               | パンプローナの気候 | パンプローナの気候 | パンプローナの気候 | パンプローナの気候 | パンプローナの気候 | パンプローナの気候 | パンプローナの気候 | パンプローナの気候 | パンプローナの気候 | パンプローナの気候 | パンプローナの気候 | パンプローナの気候 | パンプローナの気候 |
| 月                               | 1月                | 2月                | 3月                | 4月                | 5月                | 6月                | 7月                | 8月                | 9月                | 10月               | 11月               | 12月               | 年                 |
| -------------------------------- | ------------------ | ------------------ | ------------------ | ------------------ | ------------------ | ------------------ | ------------------ | ------------------ | ------------------ | ------------------ | ------------------ | ------------------ | ------------------ |
| 最高気温記録 °C （°F）           | 19.5 (67.1)        | 23.6 (74.5)        | 30 (86)            | 29.6 (85.3)        | 33.5 (92.3)        | 38.5 (101.3)       | 40.2 (104.4)       | 40.6 (105.1)       | 38.8 (101.8)       | 30 (86)            | 27 (81)            | 20 (68)            | 40.6 (105.1)       |
| 平均最高気温 °C （°F）           | 9.1 (48.4)         | 10.9 (51.6)        | 14.6 (58.3)        | 16.4 (61.5)        | 20.2 (68.4)        | 25.2 (77.4)        | 28.2 (82.8)        | 28.3 (82.9)        | 24.5 (76.1)        | 19.3 (66.7)        | 13.1 (55.6)        | 9.7 (49.5)         | 18.4 (65.1)        |
| 日平均気温 °C （°F）             | 5.2 (41.4)         | 6.3 (43.3)         | 9.1 (48.4)         | 10.9 (51.6)        | 14.7 (58.5)        | 18.6 (65.5)        | 21.2 (70.2)        | 21.4 (70.5)        | 18.2 (64.8)        | 14.1 (57.4)        | 9.0 (48.2)         | 6.0 (42.8)         | 12.9 (55.2)        |
| 平均最低気温 °C （°F）           | 1.4 (34.5)         | 1.6 (34.9)         | 3.7 (38.7)         | 5.3 (41.5)         | 8.6 (47.5)         | 11.9 (53.4)        | 14.2 (57.6)        | 14.5 (58.1)        | 12.0 (53.6)        | 8.9 (48)           | 4.8 (40.6)         | 2.2 (36)           | 7.4 (45.3)         |
| 最低気温記録 °C （°F）           | −12.4 (9.7)        | −15.2 (4.6)        | −9 (16)            | −2.2 (28)          | −0.2 (31.6)        | 3.8 (38.8)         | 7 (45)             | 4.8 (40.6)         | 3.4 (38.1)         | −1 (30)            | −6.6 (20.1)        | −14.2 (6.4)        | −15.2 (4.6)        |
| 降水量 mm （inch）               | 57 (2.24)          | 50 (1.97)          | 54 (2.13)          | 74 (2.91)          | 60 (2.36)          | 46 (1.81)          | 33 (1.3)           | 38 (1.5)           | 44 (1.73)          | 68 (2.68)          | 75 (2.95)          | 72 (2.83)          | 674 (26.54)        |
| % 湿度                           | 78                 | 72                 | 66                 | 65                 | 63                 | 59                 | 57                 | 58                 | 62                 | 69                 | 76                 | 78                 | 67                 |
| 平均月間日照時間                 | 93                 | 125                | 177                | 185                | 228                | 268                | 310                | 282                | 219                | 164                | 108                | 88                 | 2,240              |
| 出典1：スペイン国立気象庁(Aemet) |                    |                    |                    |                    |                    |                    |                    |                    |                    |                    |                    |                    |                    |
| 出典2：スペイン国立気象庁(Aemet) |                    |                    |                    |                    |                    |                    |                    |                    |                    |                    |                    |                    |                    |

## 歴史

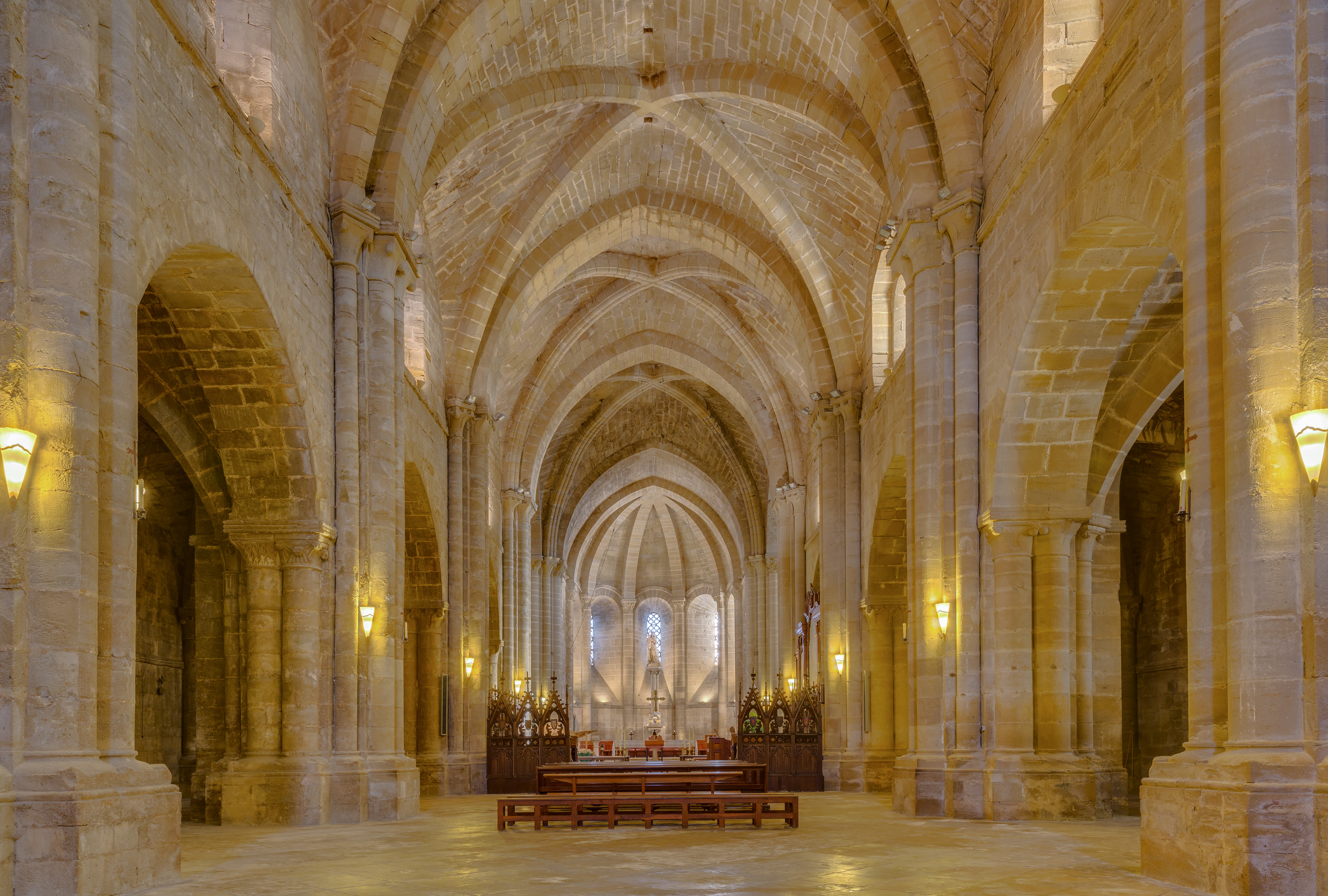
この地域を支配していたオリバ修道院（カルカスティリョ）

ローマ人が到着する前のこの地域に居住者がいたかどうかは不明である。ローマ時代の紀元前75年にはナバーラ地方の主都であるポンパエロ（現・パンプローナ）がローマ都市として設立され、ナバーラ地方の他地域もローマ化されたとするのが論理的である。
1087年にはCicurと綴られた文献が登場する。フェリペ3世（フィリップ・デブルー）とフアナ2世（ジャンヌ）の共同統治下の1341年、シスール・マジョールの町の半分がフアン・デ・アルモラビットに与えられた。14世紀と15世紀の町はほぼ完全にオリバ修道院に依存していた。1512年から1515年にナバーラ王国がカスティーリャ王国に統合されると、新体制下でいくつもの権限や慣習などが失われた。17世紀もオリバ修道院への依存状態が続き、一年間に小麦を24、大麦を6支払っていた。さらには、大修道院長と11人の同伴者がパンプローナに滞在した際には大麦や麦わら（荷馬用）などの食料も提供した。
19世紀初頭のスペイン独立戦争後にはフランス軍がこの地域を占領した。自由主義者と保守主義者（カルリスタ）が戦ったスペイン国内の内戦である第一次カルリスタ戦争(1833-1839)において、ナバーラ地方はカルリスタの勢力が強く、シスール・メノール、エスキロスに駐留していた自由主義者軍は命令に反逆した。彼らは1837年8月26日に蜂起を決定し、ビリャバに進軍する命令を無視してパンプローナに赴いた。
1992年にはシスールからシスール・マジョールが分離されて独立した基礎自治体となった。

### 地区

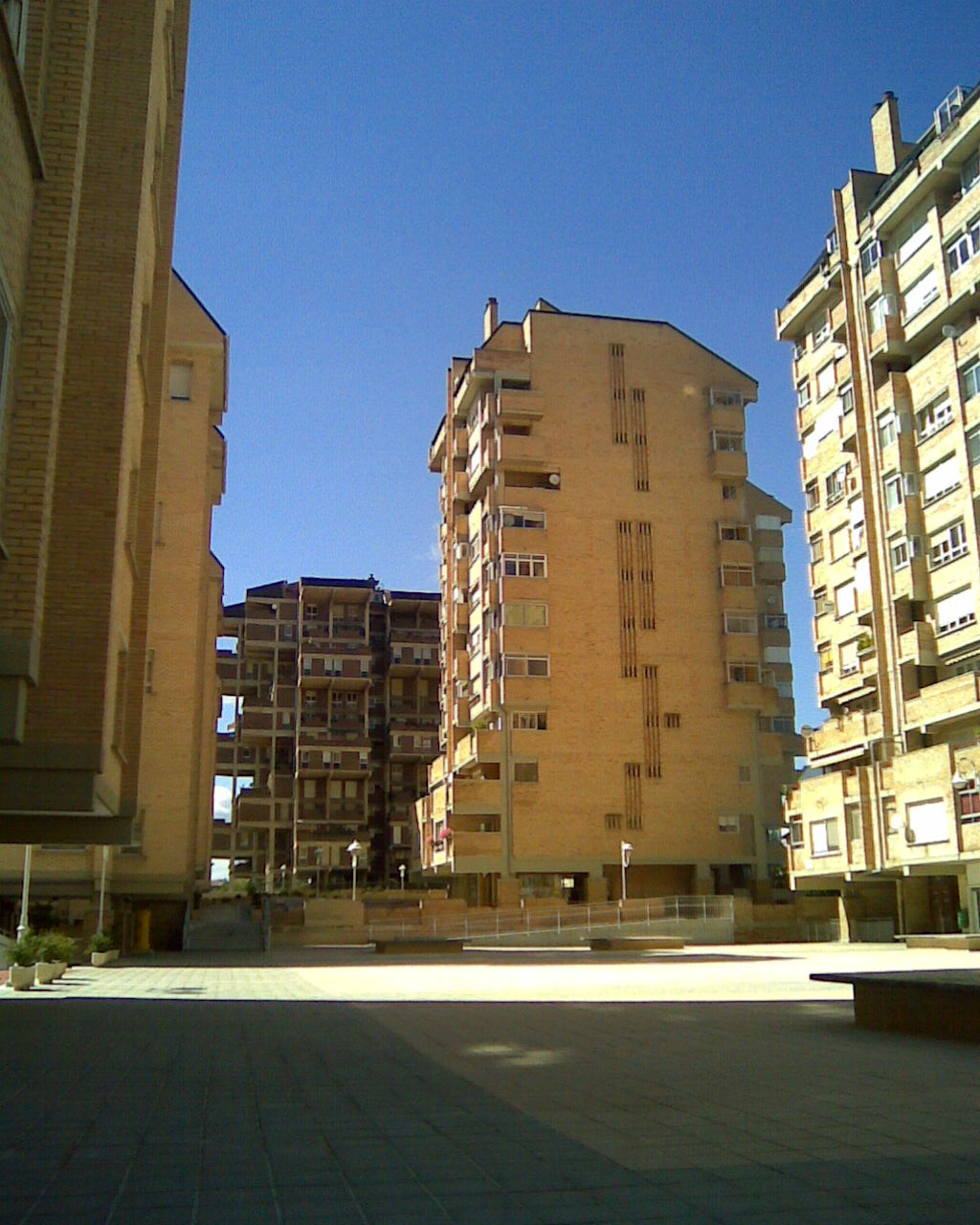
1970年代に開発されたウルバニサスオン・シスール地区

シスール・マジョールは3つの地区に分かれている。シスール・マジョール地区は自治体でもっとも古い旧市街である。ウルバニサスオン・シスール地区（シスール新興地区）は自治体の中心地であり、自治体の人口の大半にあたる約10,000人が住んでいる。この地区に初めて建物が建設されたのは1970年代であり、自治体内でもっとも高い13階建ての建物もここにある。旧市街のすぐ南側が自治体の中心部である。ウルバニサシオン・アルドイ地区（アルドイ新興地区）は旧市街の西側に建設された新興地区である。
- シスール・マジョール地区
- ウルバニサスオン・シスール地区（シスール新興地区）
- ウルバニサシオン・アルドイ地区（アルドイ新興地区）

## 人口
| シスール・マジョール/シスル・ナグシアの人口推移 1900－2014 |
|                                                            |
| 出典:INE（スペイン国立統計局）1900年 - 1991年、1996年 -    |

2014年の人口は14,253人であり、ナバーラ州で第7位だった。内訳は6,828人が男性、7,043人が女性だった。人口密度は2,822人/kmである。

## 政治

### 議会

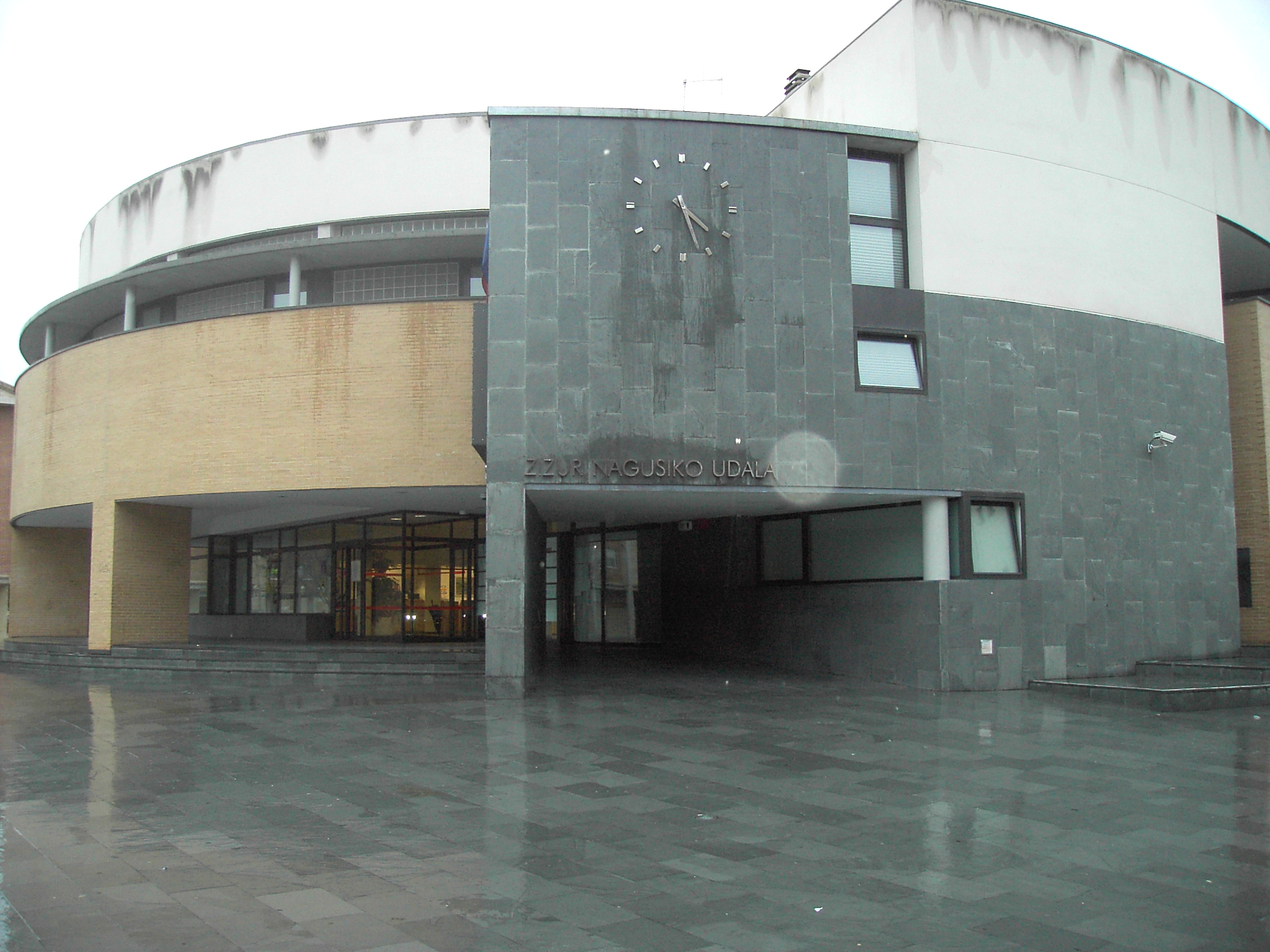
シスール・マジョール庁舎

シスール・マジョール議会は自治体選挙で選出される17人の議員で構成されており、議員の任期は4年である。2015年の自治体選挙ではナバーラ住民連合(UPN)が25.28%の得票率を得て5議席を獲得した。ゲロア・バイ(G Bai)は21.03%を得て4議席を獲得した。エウスカル・エリア・ビルドゥ(EH Bildu)は18.32%を得て4議席を獲得したが、第二勢力だった前回選挙から第三勢力に転落した。その他の政党では、ポデモス系のシスール連帯が2議席、ASが1議席、ナバーラ社会党 (PSN-PSOE)が1議席、国民党 (PP)が獲得議席なしだった。第一党のナバーラ住民連合は単独で過半数の議席を獲得できなかったため、ゲロア・バイ、エウスカル・エリア・ビルドゥ、シスール連帯、ASが首長指名選挙で協力し、ゲロア・バイのヨン・ゴンダンがシスール・マジョール首長に選出された。
| 政党                                            | 2007   | 2007   | 2011   | 2011   | 2015   | 2015   |
| 政党                                            | 得票率 | 議席数 | 得票率 | 議席数 | 得票率 | 議席数 |
| ----------------------------------------------- | ------ | ------ | ------ | ------ | ------ | ------ |
| ナバーラ住民連合 (UPN)                          | 7      | 37.33% | 6      | 34.13% | 5      | 25.28% |
| ナファロア・バイ (N-Bai) / ゲロア・バイ (G-Bai) | 5      | 25.12% | 3      | 15.29% | 4      | 21.03% |
| エウスカル・エリア・ビルドゥ (EH-Bildu)         | -      | -      | 3      | 15.81% | 4      | 18.32% |
| シスール連帯 (I-E/Podemos)                      | -      | -      | -      | -      | 2      | 13.30% |
| AS                                              | -      | -      | -      | -      | 1      | 8.45%  |
| ナバーラ社会党 (PSN-PSOE)                       | 3      | 15.45% | 1      | 8.20%  | 1      | 7.61%  |
| 国民党 (PP)                                     | -      | -      | 1      | 7.49%  | 0      | 3.28%  |
| N                                               | -      | -      | 2      | 10.31% | -      | -      |
| ナバーラ民主集中(CDN)                           | 0      | 4.50%  | 1      | 5.22%  | -      | -      |
| バスク民族主義行動(EAE-ANV)                     | 1      | 8.11%  | -      | -      | -      | -      |
| ナバーラ統一左翼(IUN-NEB)                       | 1      | 7.81%  | -      | -      | -      | -      |

### 自治体首長
| 任期      | 首長名                                                   | 政党                     |
| --------- | -------------------------------------------------------- | ------------------------ |
| 1979–1983 |                                                          |                          |
| 1983–1987 |                                                          |                          |
| 1987–1991 |                                                          |                          |
| 1991–1995 | Luis Ibero Elía(92-95)                                   | AIZM(92-95)              |
| 1995–1999 | Luis Ibero Elía(95-96) Luis María Iriarte Larumbe(96-99) | AIZM(95-96) AIZM(96-99)  |
| 1999–2003 | Luis María Iriarte Larumbe                               | AIZM(92-95)              |
| 2003–2007 | Luis María Iriarte Larumbe                               | ナバーラ住民連合(UPN)    |
| 2007–2011 | Pedro Huarte Iribarren                                   | ナファロア・バイ(Na Bai) |
| 2011–2015 | Luis María Iriarte Larumbe                               | ナバーラ住民連合(UPN)    |
| 2015–2019 | Jon Gondán Cabrera                                       | ゲロア・バイ(G-Bai)      |
| 2019–2023 | n/d                                                      | n/d                      |
| 2023–     | n/d                                                      | n/d                      |

## 経済
ナバーラ州の州都パンプローナにおける工業用地の不足やパンプローナとの近さ(5.6km)などの理由から、シスール・マジョールの経済は第二次産業が大きな比率を占めており、ナバーラ州で最大規模の工業集積が見られる。近年には多様性と従事者比率の双方で、自治体内でサービス部門の重要性が増している。2006年にラ・カイシャが行った調査によると、シスール・マジョールは1人あたり所得がスペインでもっとも多い自治体だった。
2003年にはDGNAバイオテクノロジー研究所がシスール・マジョールに設立された。パンプローナの応用医学研究センター(CIMA)で生成された研究製品の開発と利用を目的としたバイオテクノロジー企業であり、パンプローナとマドリードに一つずつ研究室を有している。

## 文化

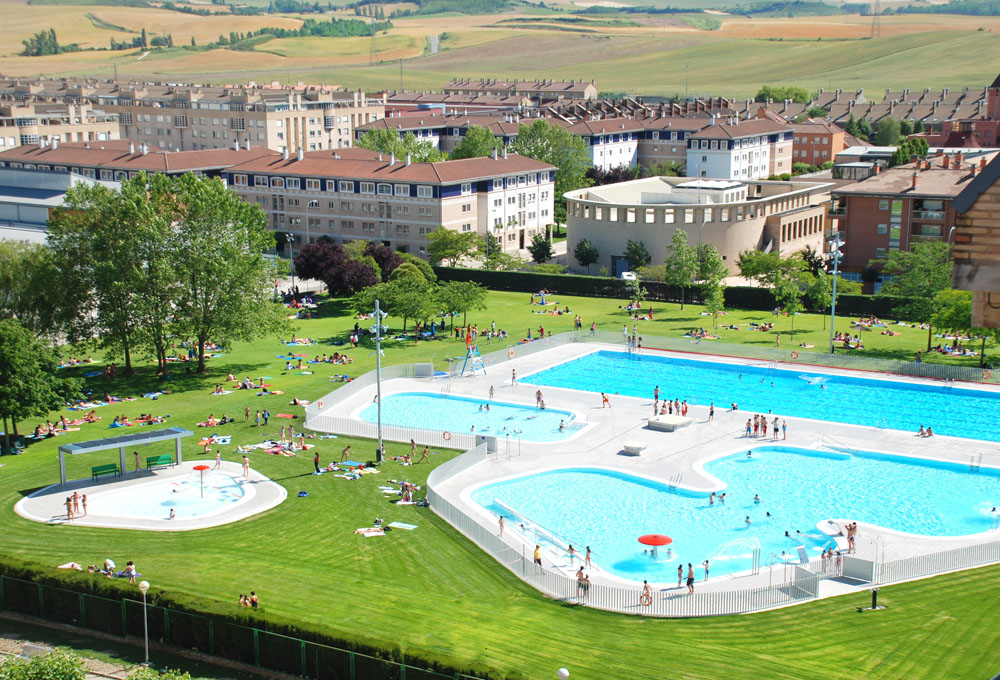
ウルバニサシオン・シスール地区にある市営プール

1985年にはシスール・マジョール音楽学校が設立され、1997年には現在の場所に新たな施設が建設された。2001年6月29日にはシスール・マジョール市民音楽バンドという音楽イベントが初開催され、2010年には10周年を迎えた。
1999年にはパンプローナ都市圏有数のスポーツ施設の建設が開始され、屋内プール、サウナ、屋内体育館などが2007年に開業した。屋外にはテニスコート、卓球場、5つの屋外プールなどがある。総合スポーツクラブのCDアルドイがあり、サッカー、バスケットボール、陸上競技、バスク・ペロタ、ハンドボール、スケート、自転車競技、水泳、武道などの競技チームを有している。

## 見どころ
- サン・アンドレス教会 : 14世紀に建設されたゴシック様式の教会である[18]。
- サンタ・マリーア・デ・ラ・エスペランサ・デ・ドニアンツ教区教会 : 1994年にウルバニサシオン・シスール地区に建設された。
- カボ・デ・アルメリーア旧宮殿 : 頑丈な四角形の塔を持つ建物である[18]。
- フリオ・パテルナインの墓 : スペイン内戦中の1937年に26歳で亡くなったフリオ・パテルナインの墓。シスール・マジョール墓地にある。

## 出身者
- チュマリ・アルファロ（スペイン語版）(1952-) : テレビ司会者。
- ラウール・ガルシア(1986-) : サッカー選手。
- セサル・アスピリクエタ(1989-) : サッカー選手。